# Valaktionen för polacker i Litauen
Valaktionen för polacker i Litauen, Akcja Wyborcza Polaków na Litwie (AWPL) är ett kristdemokratiskt parti som företräder den polska minoriteten i Litauen. Partiet bildades den 28 augusti 1994 och har åtta mandat i Litauens parlament, Seimas. 
Partiledaren Waldemar Tomaszewski erhöll i juni 2008 det så kallade Karta Polaka vilket fick den litauiska författningsdomstolen att pröva huruvida han kunde behålla sin plats i Seimas. Detta föranledde i sin tur en debatt i EU-parlamentet, om rättigheterna för den polska minoriteten i Litauen. 
Partiet vann ett mandat i Europaparlamentsvalet 2009 och gick den 23 juni 2009 med i Gruppen Europeiska konservativa och reformister (ECR). AWPL var ett av de åtta partier som den 1 oktober 2009 bildade Alliansen europeiska konservativa och reformister (AECR).
AWPL har i seimas lagt fram ett lagförslag som förbjuder abort utom i fall med våldtäkt, incest eller hälsoproblem. Förslaget har en polsk lag som varit i kraft i 20 år som förlaga. 